# Wojciech Józef Gadomski
Wojciech Józef Gadomski herbu Rola (ur. 21 kwietnia 1720 w Duczyminie, zm. 23 czerwca 1791 w Płocku) – duchowny rzymskokatolicki, biskup pomocniczy płocki w latach 1782–1791.

## Życiorys
Święcenia diakonatu otrzymał 16 grudnia 1744, a sakrament kapłaństwa 2 maja 1745. Profesor seminarium pułtuskiego, delegowany przez biskupa do zwiedzania i opisu kościołów diecezji. 5 maja 1756 roku robił tego typu opis w Zakroczymiu. Proboszcz w Sannikach, od 11 grudnia 1756 do 1758. Od 1758 proboszcz w Bejscach. Od 1773 proboszcz kościoła farnego w Płocku. Pełnił funkcję kantora w katedrze płockiej.
Wygłaszał kazanie podczas ingresu księcia Michała Jerzego Poniatowskiego na biskupstwo płockie 25 maja 1776. Został dziekanem kolegiaty płockiej, a następnie oficjałem generalnym. W 1784 roku mianowany dyrektorem szpitala założonego przez bp Poniatowskiego. 23 września 1782 wybrany na sufragana płockiego. Otrzymał biskupstwo bendeńskie. Głównym konsekratorem był biskup Józef Olechowski, współkonsekratorem biskup Marcin Chyczewski. Podczas posługi biskupiej dokonał konsekracji kościoła Reformatów w Płocku (14 czerwca 1789) i kościoła Świętej Trójcy w Żurominie (2 lipca 1786). 
Zmarł 23 czerwca 1791. Pochowany w katedrze płockiej.